# Rundenbasiertes Strategiespiel

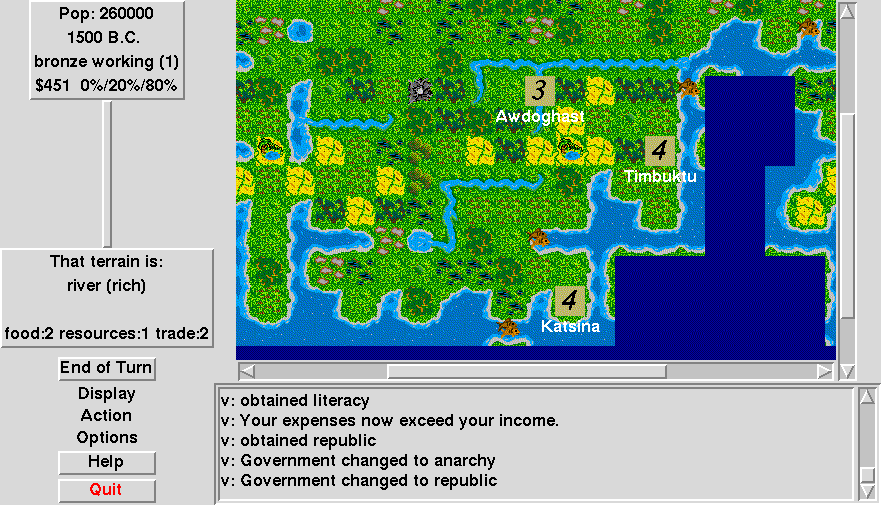
OpenCiv, Open-Source-Version des Computer-Strategiespiels Civilization

Rundenbasierte Strategiespiele (engl. Turn-based strategy, abgekürzt TBS) sind Spiele, bei denen die Aktionen der Spieler in einzelnen Runden ausgeführt werden. Dies kann bedeuten,
- dass die Spieler ihre Spielzüge abwechselnd bzw. nacheinander planen und ausführen, wie beispielsweise beim Schach oder Mühle, oder
- dass sie ihre Züge rundenweise gleichzeitig planen und die Züge anschließend auch gleichzeitig oder zumindest nicht in Spielerreihenfolge ausgeführt werden. Dies ist z. B. beim Brettspiel Diplomacy und teilweise bei Rollenspielen der Fall.

## Charakteristik
Rundenbasierte Strategiespiele zeichnet vor allem aus, dass die Spieler zwischen den einzelnen Runden genug Zeit haben, ihre Züge genauestens zu planen. Verbreitet sind deswegen Postspiele oder E-Mail-Spiele, die sich zum Beispiel im Fall von Schach über Monate hinziehen können. Vertreter von rundenbasierten Strategiespielen sind meistens Brettspiele und Tabletop-Spiele, aber auch diverse Arten von Computer-Strategiespielen. Beispiele sind Battle for Wesnoth, Battle Isle, Heroes of Might and Magic, Jagged Alliance, Civilization, Age of Wonders oder Total War.
Letzteren stehen die Echtzeit-Strategiespiele gegenüber, bei denen während der Strategieplanung die Spielzeit weiterläuft. Inzwischen sind wesentlich häufiger Echtzeit-Strategiespiele als rundenbasierte Strategiespiele anzutreffen, da der Rechenaufwand solcher Spiele für aktuelle Computer kein Problem mehr darstellt. Auch sind für die Entwicklerfirmen Echtzeit-Strategiespiele lukrativer: Spieler, die rundenbasierte Strategiespiele spielen, bleiben einem Spiel sehr lange treu, während Spieler, die Echtzeit-Strategiespiele spielen, sehr viel eher zum Kauf neuer Spiele neigen. Erklären lässt sich dies unter anderem damit, dass es bei Echtzeit-Strategiespielen viel häufiger um grafisch schön dargestellte Spiele handelt und diese durch den technischen Fortschritt sehr schnell immer besser werden. Auch sind die einzelnen Missionen in diesen Spielen sehr viel schneller, meist in ein bis zwei Stunden, durchzuspielen, während bei den rundenbasierten Spielen durch die längere strategische Planung zwei Stunden als Minimum anzusehen sind, aber auch Tage dauern können, wie z. B. im Online-Spiel Land der Häuptlinge bzw. Ostfrieslandspiel.

## Untergenres

### Brett-, Rollen- und Kartenspiele

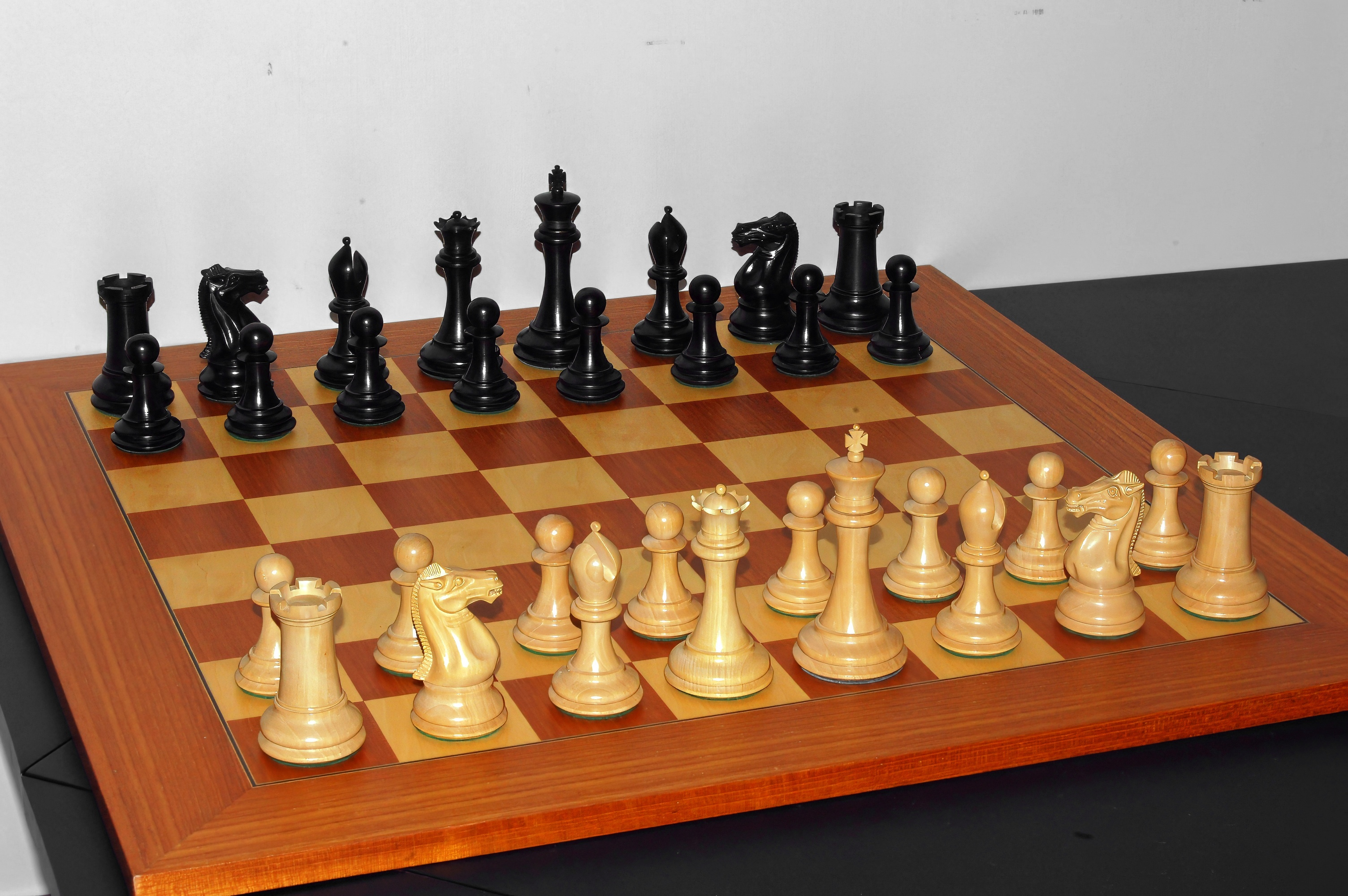
Eines der bekanntesten rundenbasierten Spiele dürfte wohl Schach sein, das bereits seit mehreren Jahrhunderten gespielt wird

Viele moderne Brettspiele wie Schach, Reversi, Dame und Go verlaufen rundenbasiert. Gleiches gilt für bekannte Kartenspiele. Besonders sind hierbei Sammelkartenspiele, wie Yu-Gi-Oh!, Magic: The Gathering und Hearthstone: Heroes of Warcraft, die neben den einzelnen Runden auch meist mehrere Phasen haben. Neben klassischen Spielen und Videospielen können die Spiele auch als Postspiele oder E-Mail-Spiele gespielt werden. Klassische Rollenspiele und Tabletop-Spiele können ebenso rundenbasiert ablaufen.

### Rundenbasiertes Globalstrategiespiel
Globalstrategiespiele bzw. 4X-Spiele werden auf einer Karte gespielt. Der Spieler muss Einheiten verwalten, ausrüsten und steuern und Gebäude errichten. Neue Technologien werden über einen Technologiebaum freigeschaltet. Bekanntes Beispiel ist z. B. Civilization.

### Rundenbasierte Taktikspiele

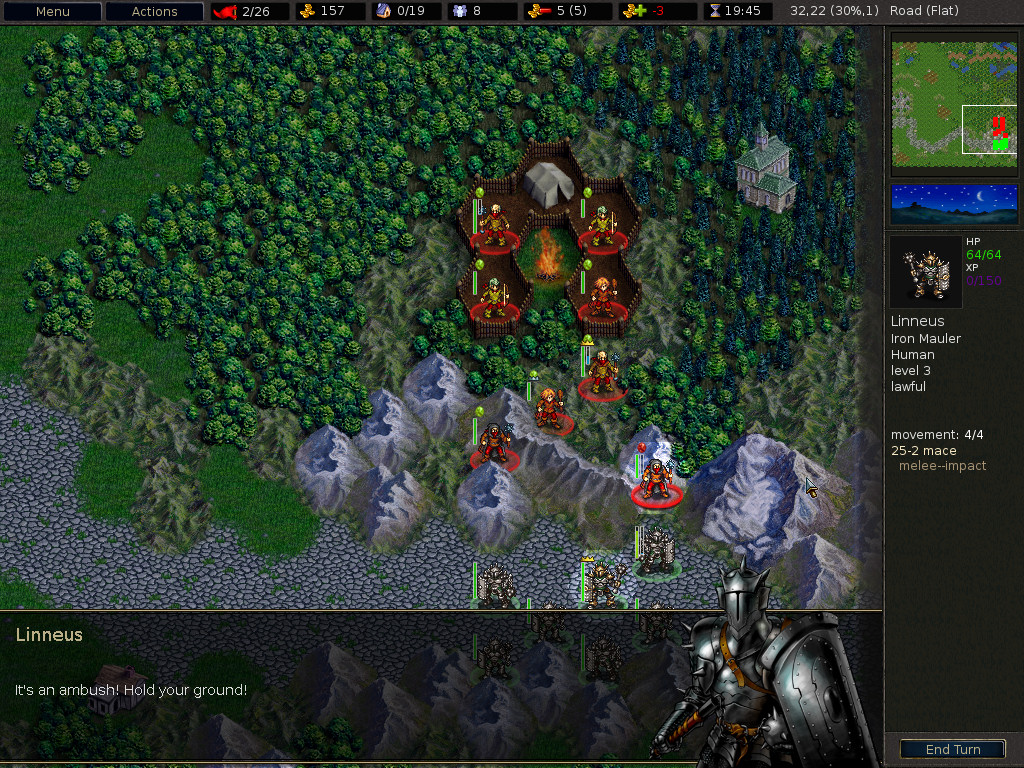
In The Battle for Wesnoth steuert der Spieler für ein rundenbasiertes Taktikspiel typisch militärische Einheiten

In rundenbasierten Taktikspielen (kurz: TBT) steuert der Spieler Streitkräfte, um zum Beispiel eine militärische Operation oder einen Rettungseinsatz auszuführen. Im Gegensatz zum reinen rundenbasiertem Strategiespiel wird der Fokus weniger auf Wirtschaft, Diplomatie, Verwaltung, Gebäudebau und Forschung gelegt. Stattdessen wird der Fokus auf die direkte ausführende Gewalt gelegt. So kümmert sich der Spieler zum Beispiel um den Transport, die Heilung und Aufrüstung von Einheiten, Angriffs- und Verteidigungstaktiken und die Formation und gegenseitige Unterstützung von Einheiten.
Erste Spiele dieser Art entstanden Ende der 1980er-Jahre. Battle Isle aus dem Jahr 1991 ist das erste deutsche rundenbasierte Taktikspiel. Ursprünge des Genres finden sich in rundenbasierten Brettspielen wie Schach und dem Tabletop. Die Bewegungsmöglichkeiten auf dem Schlachtfeld wurden mit der Zeit größer und die Interaktionen umfangreicher.
Rundenbasierte Taktikspiele lassen sich unterteilen in:
- Taktisches Kriegsspiel und taktische Einsatzsimulation: Hierbei wird ein militärischer oder polizeilicher Konflikt oder ein Rettungseinsatz simuliert. Es findet eine rundenbasierte Steuerung von Einheiten und Fahrzeugen statt. Bekannte Beispiele sind: Fallout Tactics: Brotherhood of Steel, Mutant Year Zero: Road to Eden, X-COM, Xenonauts, Blood Bowl, BattleTech.
- Rundenbasierte Taktikspiele, die zugleich auch Computer-Rollenspiel oder Massively Multiplayer Online Game sind (Strategie-Rollenspiele). Beispiele hierfür sind Dofus, Final Fantasy Tactics und Fire Emblem. Häufig kommen diese Spiele aus Japan und sind JRPGs.

Mischungen mit anderen Genres wie der Echtzeitstrategie können ebenfalls vorhanden sein.

### Rundenbasierte Artillerie

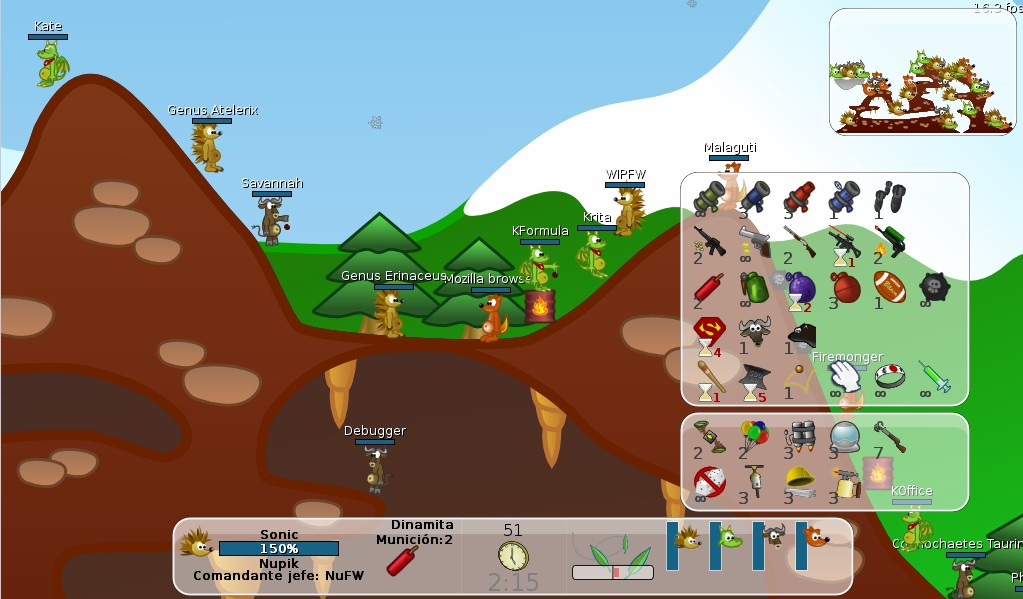
Der Worms-Klon Warmux als Beispiel für ein rundenbasiertes Artillerie-Spiel

In Artillerie-Spielen steuert der Spieler seine Spielfiguren aus der Sicht eines Plattformers rundenbasiert und versucht die Gegner durch Beschuss zu eliminieren. Bekanntestes Beispiel ist die Worms-Reihe.

### Wirtschaftssimulation und Lebenssimulation

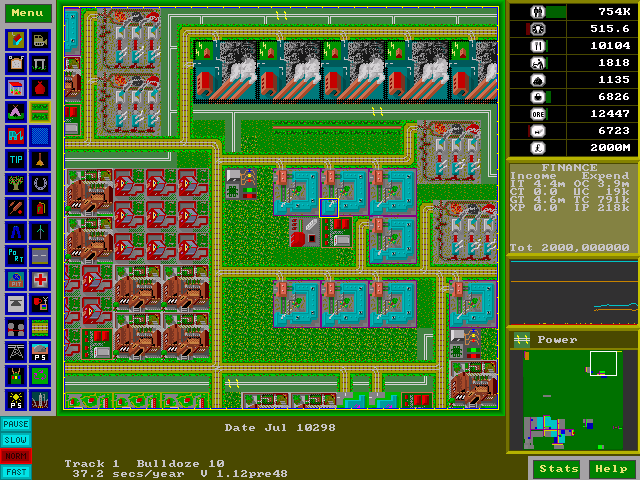
Obwohl Spiele wie SimCity (hier die freie Variante Lincity) in Echtzeit verlaufen, verändert sich die Spielwelt meist in Runden, was der Zeit im Spiel entspricht

Wirtschaftssimulationen und Lebenssimulationen stellen oft eine Mischung aus Echtzeit- und rundenbasierter Strategie dar. So werden z. B. Probleme in Echtzeit bekämpft, aber die Wirtschaft, Gesellschaft und Ökologie der Spielwelt verändert sich rundenbasiert, was z. B. Tagen, Monaten oder Jahren im Spiel entsprechen kann. Alle Spielzüge können pausiert werden und so theoretisch auch rein rundenbasiert gespielt werden.

### Auto-Battler

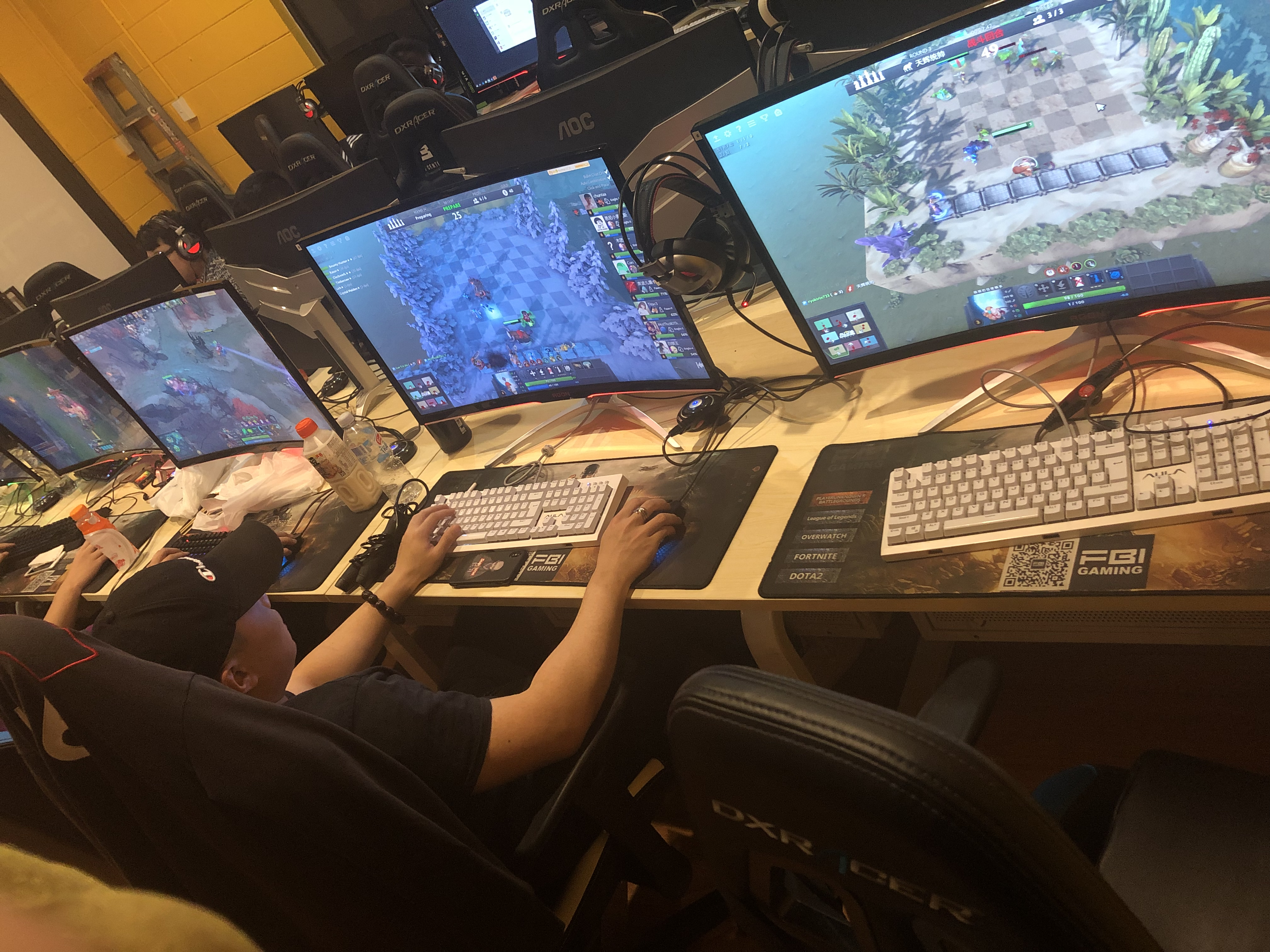
Ein Spieler spielt Dota Auto Chess

Ein Auto-Battler (auch Auto Chess) ist ein Konzept, das das Schachspiel mit einem Multiplayer-Online-Battle-Arena-Spiel vereint. Die Bezeichnung Auto bezieht sich dabei auf das automatische Kämpfen von platzierten Einheiten. Bekannte Beispiele sind Dota Auto Chess, Dota Underlords und League of Legends: Teamfight Tactics. Auch Tower-Defense-Spiele können zum Auto-Battler gehören, sofern sie rundenbasiert ablaufen.